# Special Olympics World Summer Games 2007
Die 12. Special Olympics World Summer Games fanden vom 2. bis 11. Oktober 2007 in Shanghai, Volksrepublik China, statt. Damit wurden die Spiele erstmals in Asien und erst zum zweiten Mal außerhalb der USA veranstaltet.

## Austragungsorte und Sportarten

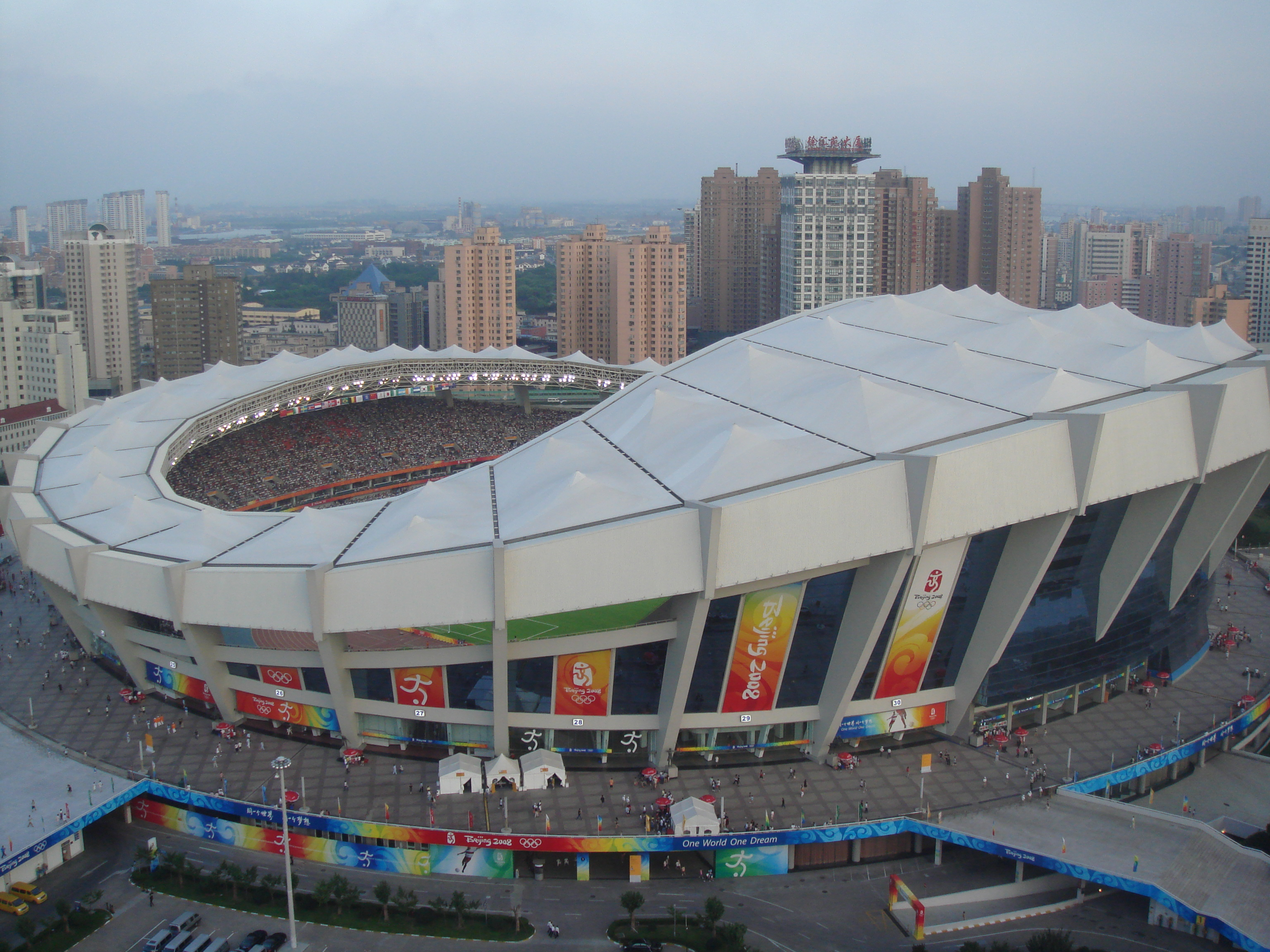
Shanghai-Stadion, eine der Sportstätten der Spiele

Die 12. Special Olympics World Summer Games wurden vom 2. bis 11. Oktober 2007 in 24 Sportarten in Shanghai, Volksrepublik China, veranstaltet. Die Special Olympics World Summer Games fanden erstmals in Asien und erst zum zweiten Mal außerhalb der USA statt.
Folgende Sportarten wurden angeboten:
- Schwimmen (Special Olympics): Shanghai, Pudong Schwimmstadion
- Leichtathletik (Special Olympics): Shanghai-Stadion
- Badminton (Special Olympics): Baoshan Sporthalle
- Basketball (Special Olympics): Luwan Sporthalle, Sporthallen im Shanghai-Stadion
- Boccia (Special Olympics): Jiading Stadion
- Bowling (Special Olympics): Gaodian Bowling-Center
- Cricket: Fengxian Bezirkssportanlage
- Radsport (Special Olympics): Fengxian Bezirk
- Drachenbootsport: Shanghai Wassersportcenter
- Reiten (Special Olympics): Shanghai Reitsportanlage
- Fußball (Special Olympics): Songjiang Bezirk
- Golf (Special Olympics): Tianma Country Club
- Turnen (Special Olympics): Shanghai International Gymnastics Center
- Handball (Special Olympics): Fudan-Universität, Yangpu Bezirksstadion
- ID-Judo: Sportzentrum Nanhui
- Kanusport (Special Olympics): Shanghai Wassersportcenter
- Kraftdreikampf (Special Olympics) Zhabei Turnhalle
- Roller Skating (Special Olympics): Jinshan Rollsportzentrum, Rollerskatinghalle
- Segeln (Special Olympics): Shanghai Wassersportcenter
- Softball: Kangbei Softball-Zentrum
- Volleyball (Special Olympics): Shanghai Sportpalast (3 Plätze), Jinyuan Senior High School (1 Platz), East China Normal Universität(4 Plätze)
- Tischtennis (Special Olympics): Minhang Turnhalle
- Tennis (Special Olympics): Qi Zhong Tennisanlage
- MATP (Motor Activity Training Program): Jinghai Turnhalle

## Teilnehmer

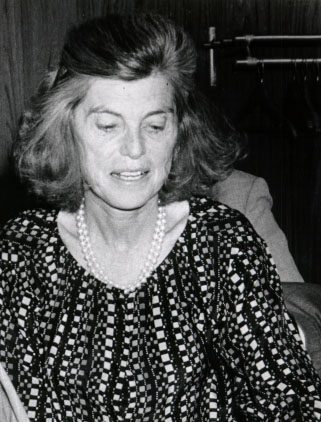
Eunice Kennedy-Schreiber, Gründerin von Special Olympics

Die Zahl der Athleten variiert in den Quellen zwischen mehr als 7.000, 7.291 und 7.500 Athleten, die Zahl der teilnehmenden Länder zwischen 165 und 169. Vor Ort sorgten etwa 40.000 freiwillige Helfer und 3.500 Mitarbeiter für das Gelingen der Veranstaltung.
Das deutsche Team bestand aus 179, nach einer anderen Quelle 180 Athleten und stellte damit nach China, USA und Russland die teilnehmerstärkste Delegation. Mit Athleten und Betreuer umfasste die deutsche Delegation 280 Mitglieder.
Eunice Kennedy-Shriver, die Gründerin von Special Olympics, war bei den Spielen anwesend.

## Programm
Neben den Wettkämpfen gab es ein umfangreiches Programm:

### Law Enforcement Torch Run Final Leg
Der erstmals veranstaltete Fackellauf startet mit dem Entfachen der Flamme der Hoffnung und dem Entzünden der Fackel in Athen.
Die Flamme wird durch mehr als zehn Städte rund um die Welt getragen und soll für die chinesische Kultur stehen und für die Spiele werben. Als Begleiter dieser Flamme tragen Exekutivbeamte aus der ganzen Welt sie zur Eröffnungsfeier.

### Host Town Programm
Vor Beginn der Spiele waren die Sportler vier Tage lang zu Gast in den verschiedenen Regionen Chinas. So konnte der Bevölkerung das Thema Menschen mit geistiger Beeinträchtigung nahegebracht werden und die Delegationen konnten ihr Wissen über die chinesische Kultur vertiefen.

### Forschungssymposium
Parallel zu den Spielen wurde eine Konferenz des China National Institute for Educational Research und der Universität von Massachusetts in Boston veranstaltet. Thema waren wichtige Forschungsergebnisse auf dem Gebiet der mentalen Beeinträchtigung und Themen wie Gesundheit und Fitness, Änderung persönlicher Haltungen oder Auswirkungen der Special Olympics Bewegung.

### Eröffnungsfeier

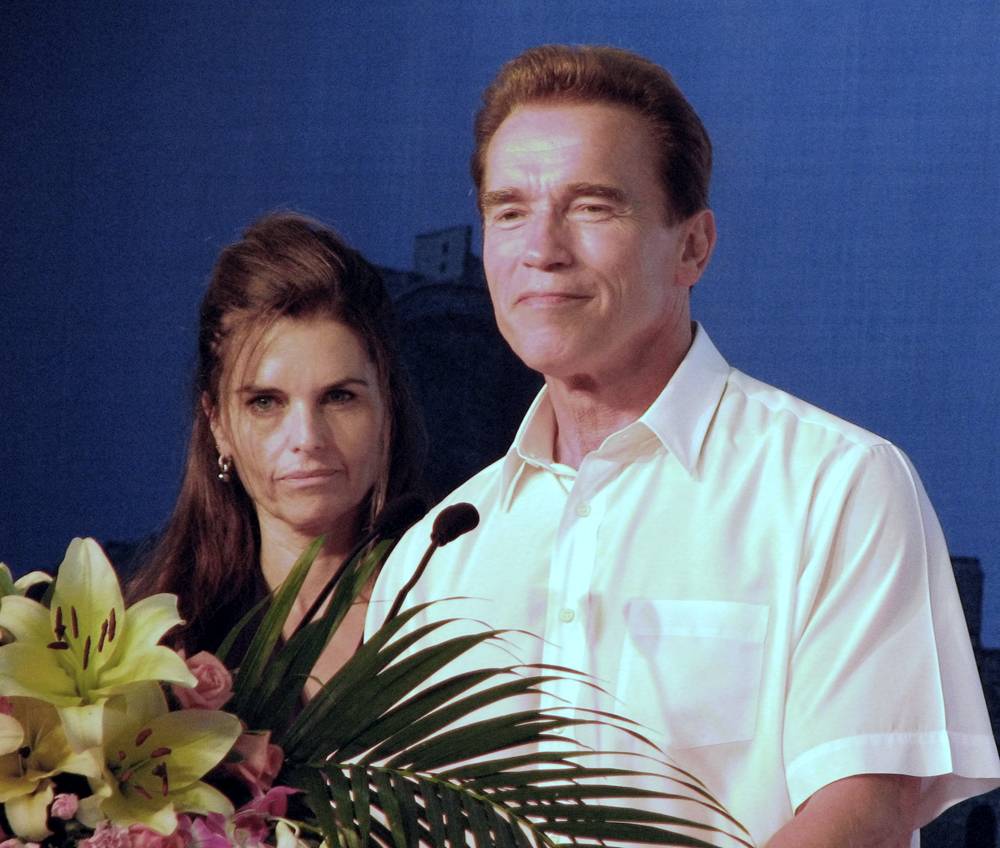
Arnold Schwarzenegger und Maria Shriver

Am 2. Oktober wurden die Spiele im Stadion von Shanghai mit einem Showprogramm, dem Einmarsch der Athleten und dem Entzünden des olympischen Feuers eröffnet, das den Abschluss des Law Enforcement Torch Runs darstellt. Die Feier stand unter der Regie des Produzenten Don Mischer, der bereits für die Eröffnungsfeiern der Olympischen Spiele in Atlanta 1996 und Salt Lake City 2002 verantwortlich war. Pianist Lang Lang und Bono von U2, Hollywood-Größen wie Colin Farrell, Jackie Chan, Naomi Campbell und Eva Mendes begrüßten alle Anwesenden, Supersportler Yao Ming und Gouverneur Arnold Schwarzenegger waren zu Gast.

### Weltjugendgipfel / Global Youth Summit
Bei diesem Treffen kommen Jugendliche mit und ohne Beeinträchtigung zu einem Gedankenaustausch zusammen. Das erste Treffen dieser Art fand 2001 bei den World Winter Games in Anchorage in Alaska statt und wurde über Nickelodeon Television (Nick News) ausgestrahlt. Beim zweiten Global Youth Summit, der in Dublin in Irland anlässlich der 2003 World Summer Games veranstaltet wurde, traten Stars wie z. B. Nelson Mandela, Colin Farrell und Maria Shriver auf. Die Veranstaltung wurde in Großbritannien über MTV ausgestrahlt. Am Global Youth Summit 2005 bei den World Games in Nagano in Japan nahmen mehr als 300 japanische Jugendliche und Bill Clinton, der ehemalige Präsident der USA, teil. Dieses Treffen wurde im staatlichen japanischen Fernsehen ausgestrahlt.

### Familienforum / Family Forum
Dieses Programm richtet sich an die Familienangehörigen der Athleten. Sie sollen mehr über die Aktivitäten von Special Olympics erfahren und ein Netzwerk von Freunden und Helfern aufbauen.

### Healthy Athletes Screenings
Hier beraten Ärzte die Athleten in Gesundheitsfragen und führen Untersuchungen durch. Bereiche sind zum Beispiel Sehkraft, Zahngesundheit oder Physiotherapie. Screenings hatten in der Vergangenheit einen deutlichen positiven Einfluss auf die Gesundheit von Sportlern, da bislang unbehandelte Krankheiten festgestellt wurden und dann behandelt werden konnten.

## Maskottchen und Motto

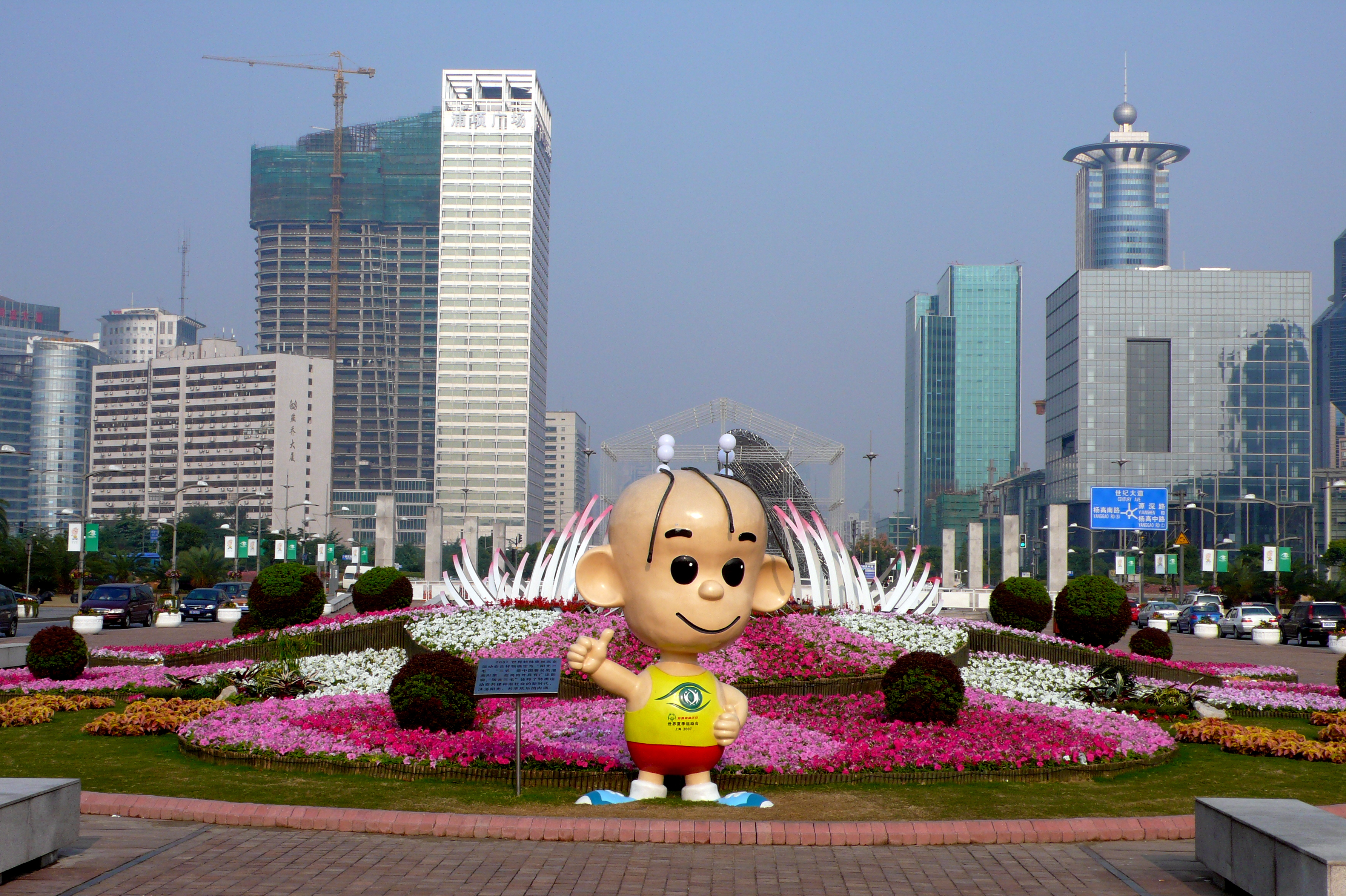
Maskottchen der Spiele, aufgenommen in Pudong vor dem Shanghai Science and Technology Museum

Das Motto lautete I know I can.

## Politischer Stellenwert
Die chinesische Staatspolitik unterstützte das Großereignis sehr stark. Daher lagen sowohl die Zuschauerzahlen als auch die Fernsehpräsenz deutlich über den Zahlen, die bei den nachfolgenden Special Olympics World Summer Games 2011 in Athen erreicht wurden. Die Spiele setzten einen politischen Impuls für den Sport von Menschen mit geistiger Beeinträchtigung im ganzen Land.